# Бяков, Дмитрий Николаевич
Дмитрий Николаевич Бяков (род. 9 апреля 1978, Балтабай, Алма-Атинская область) — казахстанский футболист, полузащитник сборной Казахстана. За сборную сыграл 33 матча, забил 8 мячей.

## Карьера

### Клубная карьера
Клубная карьера Дмитрия Бякова началась в 1998 году в клубе Кайрат, Алматы. Затем он играл за такие клубы как Анжи, ФК Актобе, Шахтёр, Астана и ФК Алма-Ата.
В 2009 был на просмотре в футбольного клуба Жетысу. Однако в это же время ему пришло известие о смерти отца. После поминок не вернулся в команду и был отчислен.

### Ранение
9 апреля 2003, в свой 25-й день рождения был ранен ножом в сердце, после перепалки в одном из ночных клубов Алматы. Он не только выжил, но и вернулся в футбол, и даже начал выступать за сборную страны в квалификации в ЕВРО 2008, став лучшим бомбардиром сборной. В турнире он забил 5 голов, став одним из лучших бомбардиров турнира.

### Сборная Казахстана
Дмитрий забил первый гол сборной Казахстана на чемпионатах Европы — раньше Казахстан входил в Азиатскую футбольную конфедерацию. Это случилось 6 сентября 2006 года в Баку в ворота сборной Азербайджана. Матч завершился со счётом 1-1.

## Семья
Женат 2-й раз — жена Наталья, дочь Арина.